# Emerson Hyndman
Emerson Schellas Hyndman (* 9. April 1996 in Dallas, Texas) ist ein US-amerikanisch-portugiesischer Fußballspieler. Der Mittelfeldspieler ging bereits 2011 nach Europa und wurde drei Jahre später Profifußballspieler.

## Spielerkarriere

### Jugend
Der aus Dallas stammende zentrale Mittelfeldspieler spielte in der Jugend für den Dallas Texans Soccer Club, einem der größten und erfolgreichsten Jugendfußballklubs in den USA. 2010 wechselte er in das Academysystem des Major-League-Soccer-Franchises FC Dallas.
2011, im Alter von 15 Jahren, wechselte Hyndman nach England an die Jugendakademie des FC Fulham.

### Herren
Am 9. August 2014 gab er sein Debüt für den FC Fulham in einem Football-League-Championship-Spiel gegen Ipswich Town. Im Juni 2016 wechselte er zum AFC Bournemouth, der ihn im Januar 2017 an die Glasgow Rangers verlieh. Im August 2018 wurde er bis Jahresende an Hibernian Edinburgh verliehen.
Ein halbes Jahr nach seiner Rückkehr zum AFC Bournemouth wechselte er Anfang Juli 2019 erneut auf Leihbasis in die Vereinigten Staaten zu Atlanta United. Für die Zeit nach dem Saisonende der Major League Soccer 2019 erwarb Atlanta eine Kaufoption, die das Franchise zog.

### Nationalmannschaft
2012 spielte Hyndman für die U17 der Vereinigten Staaten. Sein Debüt für die A-Auswahl des Landes gab er am 3. September 2014 in einem Freundschaftsspiel gegen Tschechien. Im selben Jahr gab er auch seine Länderspieldebüts in der U20 und U23 des Landes.

## Erfolge
Atlanta United 
- U.S.-Open-Cup-Sieger: 2019
- Campeones-Cup-Sieger: 2019

## Privat
Er ist der Enkel des US-amerikanischen Trainers Schellas Hyndman. Dieser betreute von 2008 bis 2013 den FC Dallas. Aufgrund seiner Herkunft besitzt Emerson Hyndman auch die portugiesische Staatsbürgerschaft.